# Rock'n' Banana
有限公司Rock'n' Banana（日语：有限会社ロックンバナナ）是一家位於日本東京都練馬區的音響製作公司，成立於1989年1月27日。代表董事是澤田昌孝。
Rock'n' Banana除了主要從事遊戲和廣告的音效製作業務之外，還會讓該公司的所屬藝人參加網路電台演出。

## 概要
1989年1月27日設立。
1999年，其關係企業、聲優事務所Yellow-Tail設立。
2002年4月17日，歌手部門製作公司Shake Entertainment（页面存档备份，存于）設立。
2003年，藝人養成機關「EEA（江古田娛樂學院）」設立。
2005年，Yellow-Tail事業部與Shake Entertainment事業部統合，作為有限公司Yellow-Tail而法人化、獨立。
2012年，株式會社Rock'n' Banana Artist設立。由Rock'n' Banana的所屬歌手移籍至此。
2019年11月1日，EISYS傘下的株式會社Yellow-Tail締結業務提携。Rock'n' Banana Actors所屬的聲優通通都加入EISYS。

## Rock'n' Banana Artist
《Rock'n' Banana Artist》（日语：株式会社ロックンバナナアーティスト），2012年4月17日設立。代表董事是澤田昌孝。

### 所屬歌手
- 關野由宇希（日语：カンノユキ）
- 麻由紀
- 椎名
- 丹治佳奈
- 吉岡亞衣加

### 所屬作家
- 伊恩·歐布賴恩
- 澤田尚多（日语：澤田尚多）
- Mas Sawada（日语：Mas Sawada）

## 過往Rock'n' Banana所屬的聲優
- 青葉林檎（自由職業）
- 上田朱音（日语：上田朱音）
- 長崎南（日语：長崎みなみ）（自由職業）
- 夏野虹花（日语：夏野虹花）（引退）
- 早瀨彌生[3][4]（自由職業）
- 藤森雪奈（日语：藤森ゆき奈）（引退）
- 雪村登亞（日语：雪村とあ）（現所屬：ATELIER PEACH）
- 星鹿理惠（日语：星鹿りえ）（自由職業）
- 蓬霞（日语：蓬かすみ）（自由職業）
- 春日杏（日语：春日アン）
- 天白名
- 櫻麻衣
- 明島優里（Yellow-Tail Jr.所屬）

### Eisys Production移籍組
- 田中理理（日语：田中理々）
- 民安友繪
- 濱本郁香（日语：浜本郁香）
- 宮澤由亞奈（日语：宮沢ゆあな）
- 加加美澪
- 月野夕紀
- 倉下撫子
- 戶成千惠美
- 鵜飼千代

## 外部連結
- Rock'n' Banana公式官網（页面存档备份，存于） （日語）
- Rock'n' Banana Artist公式官網（页面存档备份，存于） （日語）
- 有限公司Rock'n' Banana Artist一號工作室公式官網『 -Rock'n' Banana 1 STUDIO- 』（页面存档备份，存于） （日語）